# Відносини Алжир — Європейський Союз
Відносини Алжиру та Європейського Союзу — це зовнішні відносини між країною Алжиром та Європейським Союзом.

## Історія
Алжир був членом Європейського Співтовариства під час його інкорпорації з Францією та після його незалежності від Франції. Алжир був членом Європейського співтовариства до 1976 року, коли офіційний договір виключив Алжир.

## Торгівля
Алжир підписав угоду про асоціацію та угоду про вільну торгівлю з Європейським Союзом, ці угоди є дійсними з 2005 року.
У 2016 році 67% експорту Алжиру надійшло до ЄС, а 44% імпорту Алжиру – з ЄС. У 2017 році 95,7% імпорту ЄС з Алжиру склали паливо та продукти видобутку. Хімічні продукти становили другий за значенням експортований продукт, на який припадало 2,9% експорту Алжиру до ЄС. Основним експортом ЄС до Алжиру є машини (22,2%), транспортне обладнання (13,4%), сільськогосподарська продукція (12,8%), хімікати (12,8%) та залізо і сталь (10,2%).

## Фінансування та допомога
Алжир отримує від 108 до 132 мільйонів євро в рамках Європейського інструменту сусідства. Наразі кошти використовуються для підвищення економічної ефективності, економічного управління та економічної диверсифікації, а також для зміцнення демократії та зменшення забруднення.
Алжир є членом Євро-середземноморського партнерства . Алжир також отримує фінансування в рамках Інструменту співробітництва в галузі розвитку (DCI) в рамках таких програм, як Європейський інструмент демократії та прав людини. Загалом ці кошти в рамках DCI становили 5,5 мільйона євро на 2015–2016 роки.
Європейський Союз допомагає Алжиру у вступі до Світової організації торгівлі, а також проводить неформальні переговори з питань міграції.

## Хронологія відносин з ЄС
| Дата                 | Подія                                                          |
| -------------------- | -------------------------------------------------------------- |
| 25 березня 1957 року | Створено Європейське економічне співтовариство.                |
| 5 липня 1962 року    | Алжир отримує незалежність від Франції після Алжирської війни. |
| Вересень 2005 року   | Набула чинності Угода про асоціацію між ЄС та Алжиром.         |
| 7 березня 2017 року  | ЄС та Алжир ухвалюють нові пріоритети партнерства.             |